# Buikslotermeer

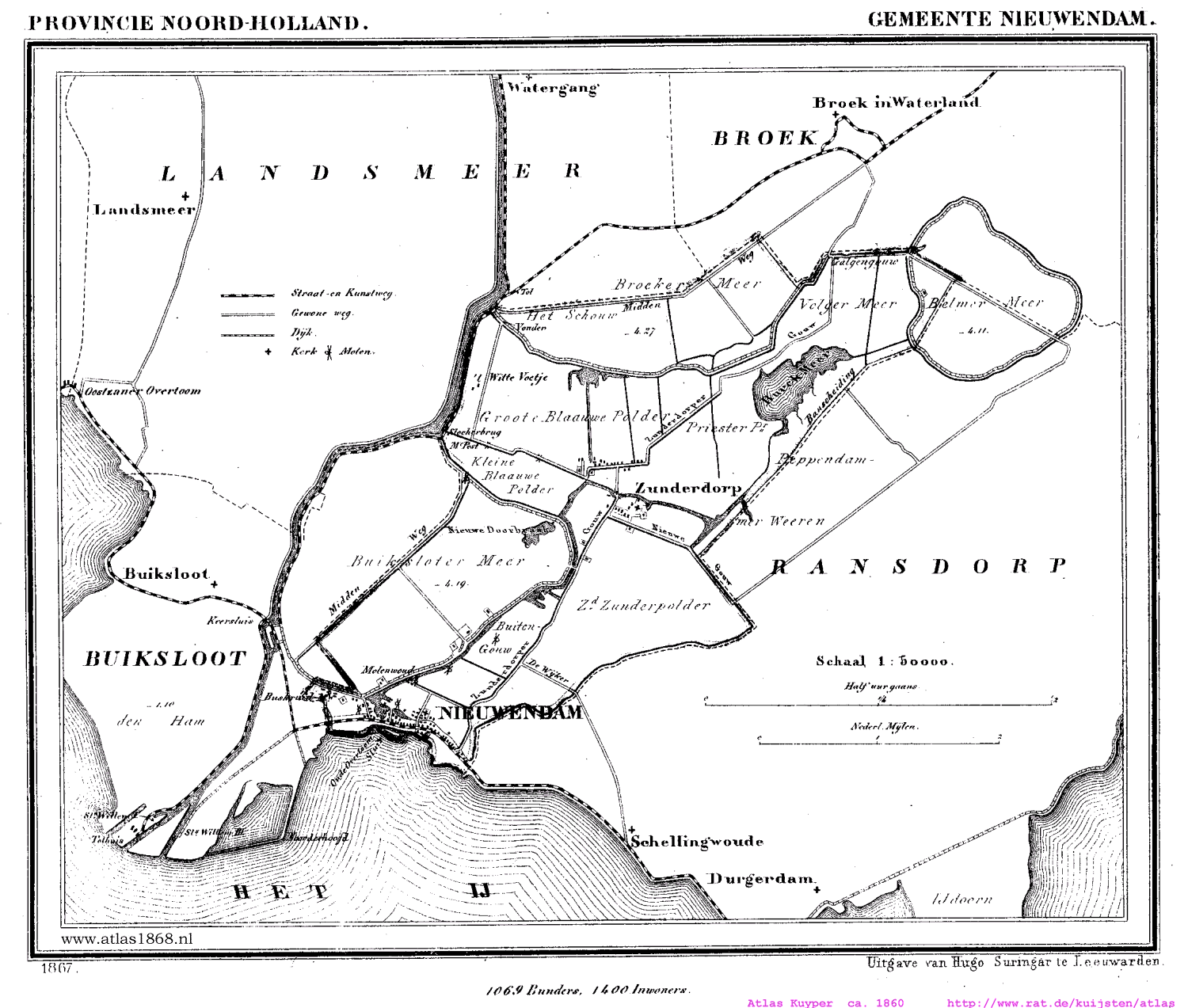
Buiksloter-, Belmer- en Broekermeerpolders binnen de Gemeente Nieuwendam in 1867.

Het voormalige Buikslotermeer is een drooggelegd meer, inmiddels grotendeels gelegen binnen de stadsbebouwing van Amsterdam-Noord, in de Nederlandse provincie Noord-Holland. Met 'Buikslotermeer' wordt nu de gehele Buikslotermeerpolder (ongeveer 12.000 inwoners) of de gelijknamige stadswijk, gelegen in het zuidoosten van de polder, aangeduid.

## Geschiedenis
Het meer zal ongeveer 340 ha groot en 3 à 4 meter diep zijn geweest, voordat het in 1627 is drooggemalen en ingepolderd, samen met twee andere Waterlandse meren; het Belmer- en Broekermeer. Waarschijnlijk zijn de meren ontstaan door de afkalving van inzakkende veengrond (de 'waterwolf'). De bodem van de polder - geen zeeklei - bleek alleen geschikt als weidegrond. Het meer en de polder zijn verbonden met het Broekermeer door Het Slochter.
Het westelijk deel van de ringsloot werd in 1824 onderdeel van het Noordhollands Kanaal. Het jaar daarna, in 1825, bezweek de dijk bij Durgerdam en kwamen Waterland en de Buikslotermeer tot aan de dakgoten onder water te staan. De laatste keer dat de polder overstroomde was in 1916.
De Buikslotermeerpolder lag in de voormalige gemeenten Nieuwendam en Buiksloot. Beide gemeenten zijn in 1921 opgegaan in de gemeente Amsterdam. Hierna behield de polder aanvankelijk zijn agrarische karakter. Het Algemeen Uitbreidingsplan (AUP) van Amsterdam uit 1934 voorzag namelijk niet in woningbouw in Amsterdam-Noord. Wel werd in de jaren dertig in het noordwestelijk deel de Noorderbegraafplaats aangelegd. Naast de Leeuwarderweg waren de enige wegen de Middenweg (noord-zuid) en Kruisweg (oost-west) beide aansluitend op de Buiksloterdijk.
Wijziging van het AUP in 1958 bracht mee dat de polder in de jaren zestig van de 20e eeuw in rap tempo is bebouwd. Begin-20e-eeuwse bebouwing langs de zuidelijke ringdijk (Buikslotermeerdijk) verdween zonder spoor, evenals de oudere grote boerenhoeven 'Boerelust', 'Herteveld' en 'Elsenhage' (gelegen bij het huidige sportpark 'Elzenhage').

## Buikslotermeer nu
De polder watert nog altijd af op het boezemsysteem via het Noordhollands Kanaal. Waterpeil in het kanaal is -1,54 m NAP. In de polder varieert dit tot -4,8 tot -5,2 m onder NAP. De maaiveldhoogte varieert van -3,5 tot -4,5 m NAP. Typerend is de verhoogde aanleg van alle doorgaande wegen die de polder doorkruisen.
Met name de verhoogde taluds van de ring A10 en de Nieuwe Leeuwarderweg met in het midden metrolijn 52 verdelen de polder in vier vakken. Het noordwestelijke deel bevat een waterzuiveringsinstallatie, in het noordoostelijke kwadrant ligt een golfbaan. Binnen de ring, ten westen van de Nieuwe Leeuwarderweg liggen de begraafplaats De Nieuwe Noorder en de woonwijken Jeugdland (aanleg 1995-1998) en Elzenhagen-Noord (aanleg sinds 2006) en sportpark Elzenhagen.
Het grootste deel van de polder is het zuidoostelijke. Hier ligt de wijk Buikslotermeer met het Buikslotermeerplein en Olof Palmeplein waaraan het winkelcentrum Boven 't Y en het Stadsdeelkantoor zijn gelegen. Westelijk en zuidelijk van het Buikslotermeerpleingebied vindt men de buurten Loenermark (ook wel de 'bananenflats') en het Plan van Gool (1966-1970, plaatselijk bekend als Het Breed, Het Laagt enzovoort). De dienst Onderzoek en Statistiek van de Gemeente Amsterdam gebruikt voor haar rapportages overigens de buurtcombinatie 'Buikslotermeer' die de gehele polder beslaat.
Een groot deel van de polder is onderdeel van het plangebied 'Centrum Amsterdam Noord' (CAN), dat voorzag in nieuwe woningen, scholen, een bibliotheek en theater, uitbreiding van het winkelcentrum en de bouw van metrostation Noord aan de Noord/Zuidlijn in de middenberm van de Nieuwe Leeuwarderweg.
Het gedeelte van de polder boven de ringweg A10 hoort bij Landelijk Noord en is niet bebouwd maar groen gebleven en heeft een recreatieve bestemming. 
Ten oosten van Buikslotermeer ligt de Waterlandpleinbuurt tot oktober 2012 Nieuwendam-Noord genoemd.

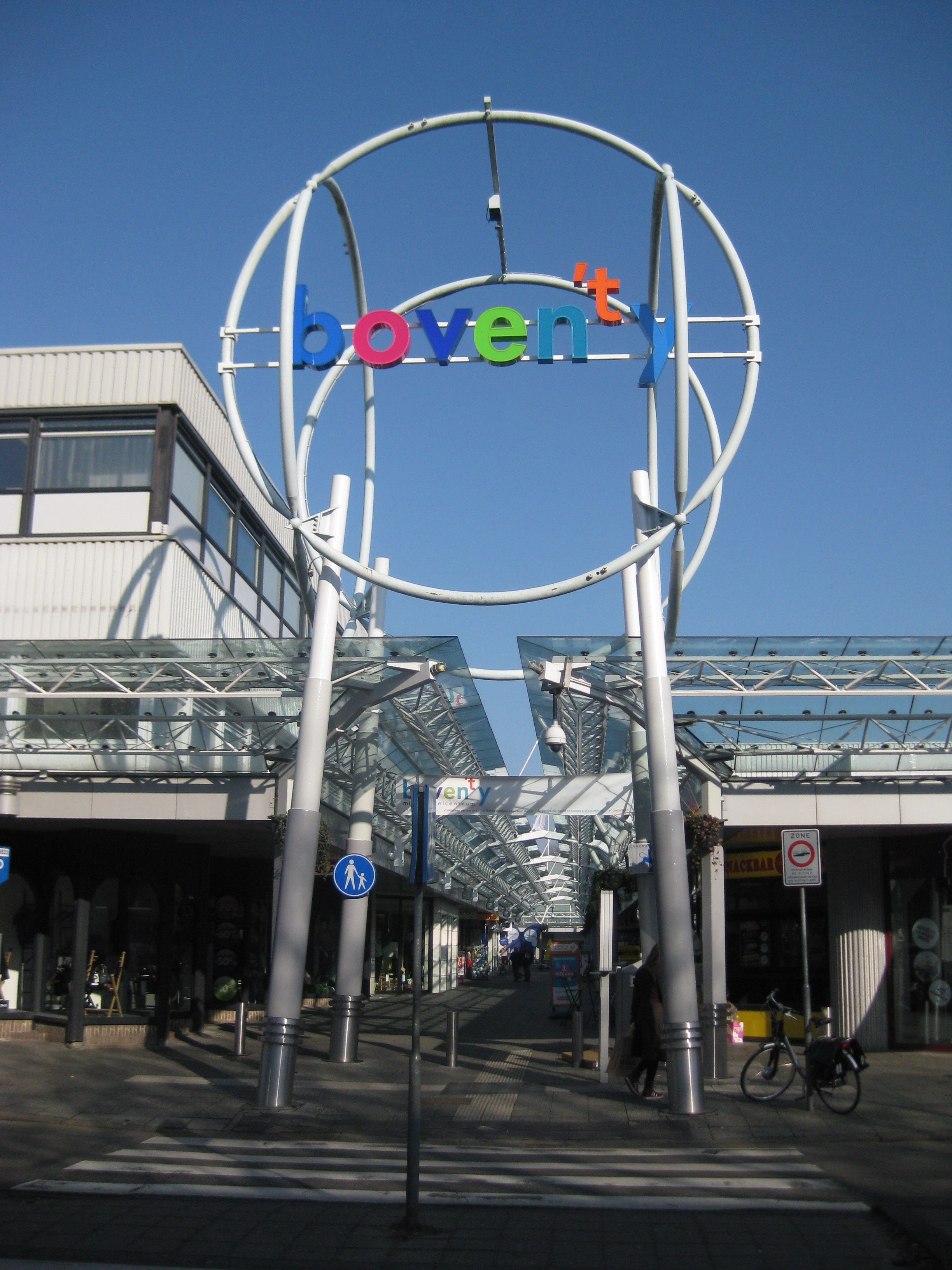
Winkelcentrum Boven 't Y
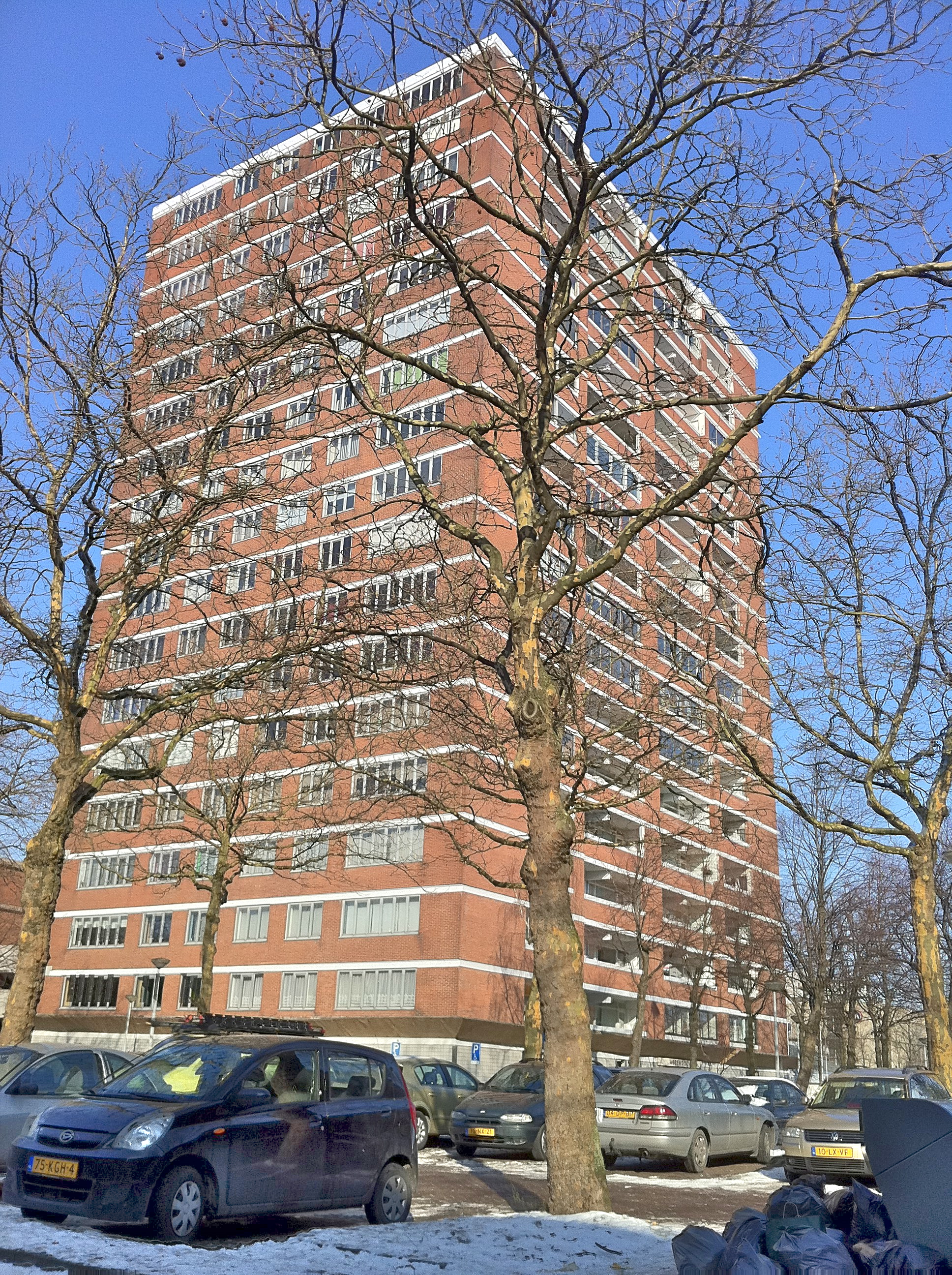
Woonflat in de Buikslotermeer
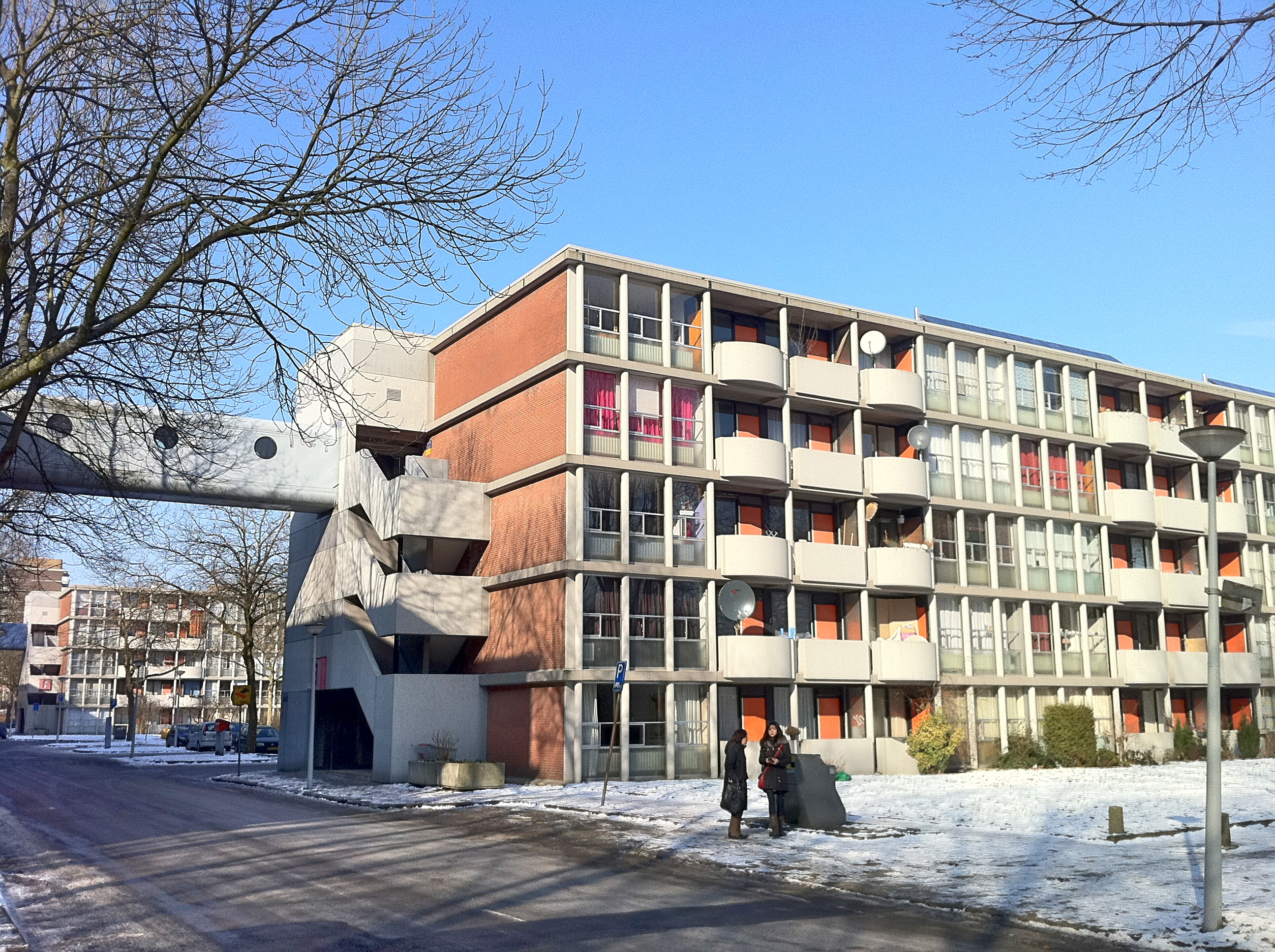
Het Breed van architect Frans van Gool
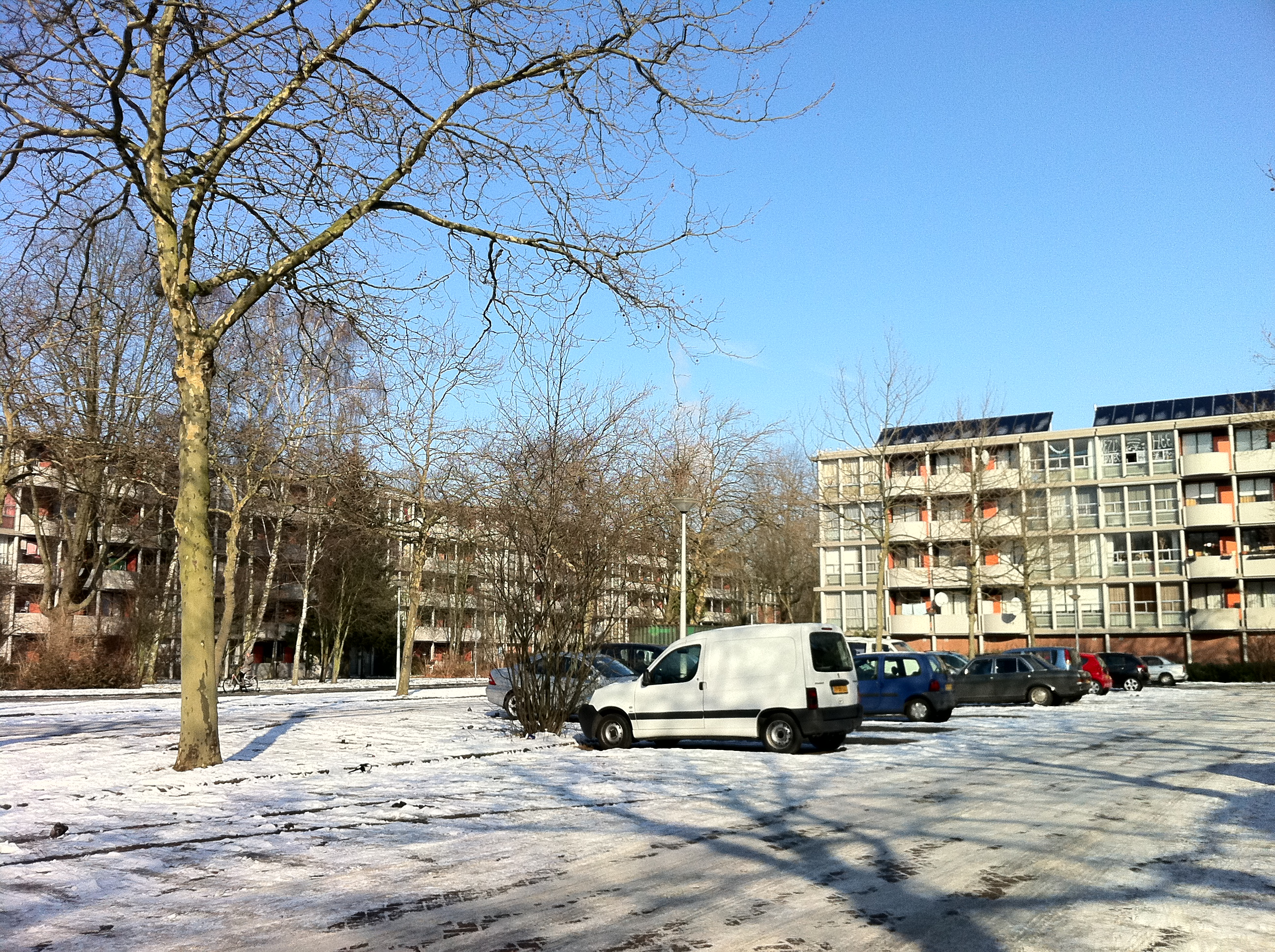
Sociale woningbouw in de Buikslotermeer van Zomers Buiten